# Таумоепеау-Тупоу, Сонатане
Сонатане Ту'акинамолахи Таумоепеау-Тупоу (тонга Sonatane Tu'akinamolahi Taumopeau Tupou; 14 марта 1943, Нукуалофа, протекторат Тонга — 13 августа 2013, Нукуалофа, Тонга) — тонганский дипломат и государственный деятель, министр иностранных дел Королевства Тонга (2004—2009).

## Биография
Получил политологическое образование в Гавайском университете.
С 1969 г. — на государственной службе в качестве помощника секретаря в канцелярии премьер-министра.
- 1971 г. — становится старшим лейтенантом вооруженных сил Тонги,
- 1973—1977 гг. — первый секретарь посольства (Верховной миссии) в Великобритании,
- 1977—1978 гг. — помощник секретаря,
- 1978—1979 гг. — заместитель секретаря премьер-министра,
- 1979—1983 гг. — государственный секретарь министерства иностранных дел,
- 1983—1986 гг. — Верховный комиссар в Великобритании и при Европейском сообществе и Европейской комиссии, а также в Бельгии, Дании, Франции, Германии, Италии, Люксембурге, Нидерландах (по совместительству), затем — в Советском Союзе и Соединенных Штатах Америки,
- 1986—1999 гг. — секретарь по иностранным делам МИД,
- 1999—2004 гг. — Чрезвычайный и Постоянный представитель Тонга при Организации Объединенных Наций и посол в США и Канаде (по совместительству),
- 2004—2009 гг. — министр иностранных дел Тонги,
- 2005 г. — и. о. министра обороны,
- 2009—2013 гг. — постоянный представитель Тонги в ООН, посол в США, Канаде,Чили, на Кубе, в Мексике и Венесуэле (по совместительству).

С июля 2013 г. — в отставке.
В 2010 г. был фигурантом антикоррупционного расследования в связи с нарушениями земельного законодательства в должности и.о. губернатора Вавау.